# 2,2-Dichlorpropansäure
2,2-Dichlorpropansäure (Trivialname 2,2-Dichlorpropionsäure, kurz 2,2-DPA) ist eine organisch-chemische Verbindung aus der Gruppe der chlorierten Carbonsäuren. Bei ihr sind die beiden Wasserstoffatome am α-C-Atom der Propionsäure durch Chloratome ersetzt.

## Verwendung
2,2-Dichlorpropansäure war bis 1994 in Deutschland als Herbizid zugelassen. Es wirkt selektiv und wurde vor allem gegen Quecken, Gräser im Forst, Schilf, Rohrglanzgras, Wasser-Schwaden, Rohrkolben, Seggen und Binsen eingesetzt.
Die EU-Kommission entschied 2002, Dalapon nicht in die Liste der zulässigen Pflanzenschutzmittel-Wirkstoffe aufzunehmen.
In Deutschland, Österreich und der Schweiz sind keine Pflanzenschutzmittel mit diesem Wirkstoff zugelassen.